# Boagrius tenuisus
Espèce
Boagrius tenuisus est une espèce d'araignées aranéomorphes de la famille des Palpimanidae.

## Distribution
Cette espèce est endémique du Kerala en Inde,. Elle se rencontre dans le district de Thiruvananthapuram.

## Description
Le mâle holotype mesure 3,99 mm et la femelle paratype 4,73 mm.

## Publication originale
- Sankaran, 2022 : « On Indian Palpimanidae Thorell, 1870, with the first record of the genus Boagrius Simon, 1893 from South Asia (Arachnida: Araneae). » Journal of Natural History, vol. 55, no 35/36, p. 2173-2185.